# Condado de Hall (Geórgia)
O Condado de Hall é um dos 159 condados do Estado americano de Geórgia. A sede do condado é Gainesville, e sua maior cidade é Gainesville. O condado possui uma área de 1 112 km², uma população de 139 277 habitantes, e uma densidade populacional de 137 hab/km² (segundo o censo nacional de 2000). O condado foi fundado em 15 de dezembro de 1818.